# Daniele Libanori
Daniele Libanori SJ (ur. 27 maja 1953 w Ostellato) – włoski duchowny rzymskokatolicki, jezuita, doktor nauk teologicznych, biskup pomocniczy rzymski w latach 2018–2024, asesor Ojca Świętego ds. życia konsekrowanego od 2024.

## Życiorys

### Prezbiterat
Święcenia kapłańskie otrzymał 11 czerwca 1977 i został inkardynowany do archidiecezji Ferrara-Comacchio. W 1991 wstąpił do jezuitów i w tymże zakonie złożył śluby wieczyste w 2002. Był m.in. rektorem kościoła Il Gesù w Rzymie (2008-2016) oraz rektorem rzymskiego kościoła Świętego Józefa od Stolarzy na Forum Romanum (od 2017).

### Episkopat
23 listopada 2017 papież Franciszek mianował go biskupem pomocniczym diecezji rzymskiej, ze stolicą tytularną Buruni. Sakry udzielił mu 13 stycznia 2018 wikariusz generalny Rzymu - arcybiskup Angelo De Donatis. 6 kwietnia 2024 został mianowany przez papieża Franciszka Asesorem Ojca Świętego ds. życia konsekrowanego. 